# قرار مجلس الأمن التابع للأمم المتحدة رقم 1153
قرار مجلس الأمن التابع للأمم المتحدة رقم 1153، المعتمد بالإجماع في 20 فبراير 1998، وبعد التذكير بجميع القرارات السابقة المتعلقة بالعراق، بما في ذلك القرارات 986 (1995) و1111 (1997) و1129 (1997) و1143 (1997) بشأن برنامج النفط مقابل الغذاء، مدد المجلس، بموجب الفصل السابع من ميثاق الأمم المتحدة، الأحكام المتعلقة بمبيعات النفط العراقي لمدة 180 يوما أخرى لتلبية الاحتياجات الإنسانية للشعب العراقي، وقرر السماح باستيراد ما يصل إلى 5.256 مليار دولار من دولارات الولايات المتحدة من النفط والمنتجات النفطية العراقية بزيادة عن الـ2 مليار السابقة.
وأعرب مجلس الأمن عن اقتناعه بالحاجة إلى تدبير مؤقت لتقديم المساعدة الإنسانية إلى الشعب العراقي إلى أن تنفذ الحكومة العراقية قرارات مجلس الأمن، ولا سيما القرار 661 (1991) والقرار 687 (1991). وهو مقتنع بالحاجة إلى التوزيع العادل للإمدادات الإنسانية في جميع أنحاء البلد، وهو مصمم على تجنب زيادة تدهور الحالة الإنسانية، لا سيما وأن العراق لم يعمل مع الأمين العام.
وقرر المجلس، وهو يتصرف بموجب الفصل السابع، أن تستمر الآلية التي تقوم بموجبها صادرات النفط العراقية في تمويل المساعدات الإنسانية لمدة 180 يوما أخرى. ثم زادت كمية النفط الذي يمكن أن يصدره العراق من 2 مليار دولار إلى 5.256 مليار دولار من دولارات الولايات المتحدة من أجل تقديم المساعدة الإنسانية. وقرر أيضا إجراء استعراض شامل لجميع جوانب تنفيذ هذا القرار بعد 90 يوما وقبل نهاية فترة الـ180 يوما، وأعرب عن اعتزامه النظر في تمديد آخر استنادا إلى تقريري الأمين العام كوفي عنان ولجنة الجزاءات. وستحدد التقارير ما إذا كانت هناك موارد كافية لتلبية الاحتياجات الإنسانية، وإمكانية إدخال تحسينات على الهيكل الأساسي للعراق، وما إذا كان العراق ينتج ما يكفي من النفط يصل إلى 5.256 مليار دولار من دولارات الولايات المتحدة.

## وصلات خارجية
- نص القرار في undocs.org